# Weston (Nueva Jersey)
Weston es un lugar designado por el censo ubicado en el condado de Somerset en el estado estadounidense de Nueva Jersey. En el año 2010 tenía una población de 1,235 habitantes.

## Geografía
Weston se encuentra ubicado en las coordenadas 40°31′48″N 74°35′16″O / 40.53000, -74.58778.